# Орієнтаційний ефект
Орієнтаційний ефект (рос. ориентационный эффект, англ. orientation effect) — 
- 1. Визначається складовою міжмолекулярних сил, що описує притягання двох молекул з постійними або наведеними дипольними моментами.
- 2. Здатність одного замісника спрямовувати входження іншого під час реакції в певне положення тієї ж молекули.